# Плажен футбол
Плажният футбол е вид спорт, основан на правилата на играта в традиционния футбол.
Съревнованията се провеждат на пясъчни плажове, при което особено значение има техниката на владеене на топката и скоростта на придвижване по повърхността. Първите опити за унифициране на правилата са направени в 1992 г. от основателите на Световната организация по плажен футбол.
Пясъкът принуждава играчите да импровизират, да използват красиви технически прийоми (примерно „ножици“).
Размерите на игрището са 28 на 37 метра, което позволява да се забива гол, дори директно от едната врата в другата. За разлика от традиционния футбол, където 20 удара към вратата се счиатат за много добър резултат, тук 60 удара са нещо обикновено. По тази причина се вкарват и много повече голове - средно по 11 на мач.
Плажният футбол се заражда в Бразилия и достига до ниво на международен спорт. След участието на някои известни футболисти като Ромарио, Роналдиньо Жуниор и Зико, плажният футбол започва да се показва по телевизията в 170 страни.
В България Държавно първенство по Плажен футбол се провежда от 2008 година